# 貝克斯德博松山
46°10′5″N 7°31′6″E / 46.16806°N 7.51833°E

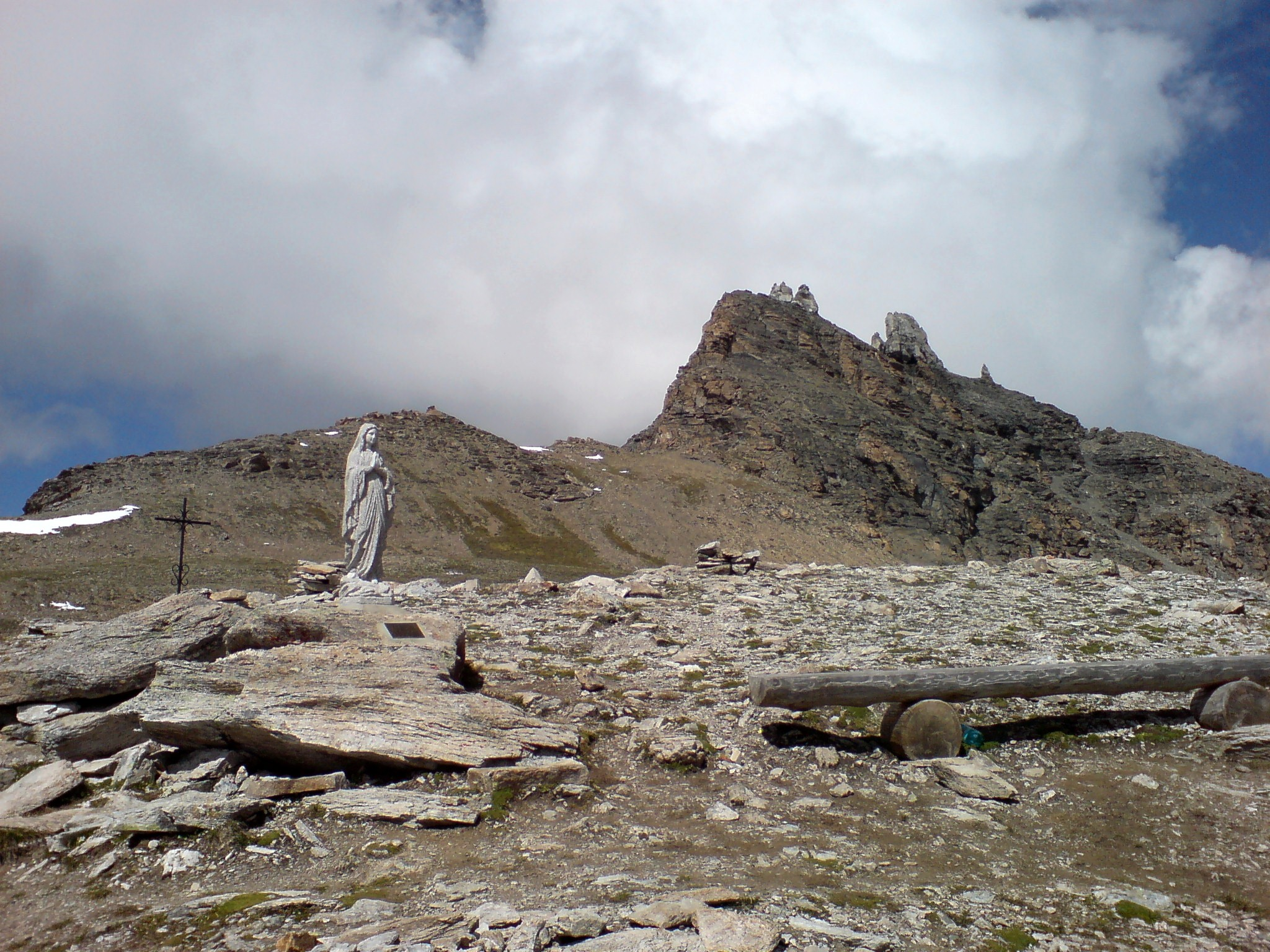

貝克斯德博松山（Becs de Bosson），是瑞士的山峰，位於該國西南部，由瓦萊州負責管轄，屬於本寧阿爾卑斯山脈的一部分，海拔高度3,149米，每年平均降雨量1,585毫米。